# Radio Jordan
Radio Jordan est l'organisme public de radiodiffusion de la Jordanie. Depuis 1985, il est une branche de la Société radiodiffusion-télévision jordanienne.
Il opère quatre stations de radio:
- General channel, au programme généraliste.
- Amman FM.
- English FM, qui émet en anglais depuis 1973 et utilise les ondes moyennes et la FM (depuis 1994).
- French FM, qui émet en français depuis le 27 novembre 1992. Actuellement elle diffuse quotidiennement douze heures de programmes en FM.